# Bastien Sicot
Bastien Sicot (* 1985 Paříž, Francie) je bývalý francouzský sportovní šermíř, který se specializoval na šerm kordem. Jako nadějný junior se mezi muži v nabité francouzské reprezentaci neprosadil. Jeho maximem je druhé místo z mistrovství Evropy seniorů v roce 2006. Po roce 2008 přestal objíždět světový pohár.